# Laura Horsford

Frédéric Chopin, Grande valse brillante Es-Dur op. 18, Titelblatt der Erstausgabe, 1834, mit der Widmung „A Mademoiselle Laura Horsford“

Laura Alice Horsford (* 1814 auf Bermuda; † Dezember 1894 in Fareham) war eine englische Schülerin von Frédéric Chopin.

## Leben
Laura Horsford war eine Tochter des Generals George Horsford, der 1812 bis 1814 Lieutenant Governor der Bermudas war. Später lebte sie mit ihrer Familie in Paris, wo Chopin ihr 1833 den Grande valse brillante Es-Dur op. 18 widmete. Laura Horsford heiratete 1849 den Geistlichen Beresford Lowther (ca. 1809–1892), mit dem sie zuletzt auf dessen Landsitz in Fareham in der Grafschaft Hampshire lebte. Er war Hauskaplan des Earl of Lonsdale.
Das Autograph des Walzers besaß lange Zeit Allen Rowland in den USA, dessen Vorfahren es bereits im 19. Jahrhundert erworben hatten – vermutlich von Laura Horsford persönlich. Es trägt die eigenhändige Aufschrift: „Valse. dediée à Mlle Laura Horsford par Frédéric Chopin – Paris, le 10 Juillet 1833“. Von 1957 bis 1992 war es in der Yale University deponiert und wurde am 24. Juni 1992 für 60.500 Pfund Sterling durch das Auktionshaus Christie’s versteigert. Der jetzige Besitzer ist nicht bekannt.
Ein weiteres Autograph wurde im Oktober 1967 von dem amerikanischen Pianisten Byron Janis im Schloss Thoiry im Département Yvelines bei Paris entdeckt, wo es sich noch heute befindet, zusammen mit dem Autograph des Walzers Ges-Dur op. 70 Nr. 1. Chopins Reinschrift, die als Stichvorlage für den Erstdruck benutzt wurde, kam 1917 ins Musée royal de Mariemont in Belgien. Sie trägt ebenfalls eine Widmung für Laura Horsford, ist aber nicht datiert.
Chopin unterrichtete auch Lauras Schwester Emma Hilbert Horsford (1810–1891) und widmete ihr 1833 seine Variations brillantes sur le rondeau favori „Je vends des Scapulaires“ de „Ludovic“ de Hérold et Halévy in B-Dur op. 12. Sie heiratete 1851 Robert Prescott Appleyard.